# Gasparo Carpegna
Gasparo Carpegna (Roma, 8 de maio de 1625 - Roma, 6 de abril de 1714) foi um cardeal do século XVII e XVIII

## Nascimento
Nasceu em Roma em 8 de maio de 1625. Da família dos condes de Carpegna. Filho de Francesco Maria Carpegna e Marzia Spada. Parente do cardeal Ulderico Carpegna (1633), que pertencia a outro ramo da família. Seu primeiro nome também está listado como Gaspare; e seu sobrenome como Carpineo. Sua irmã Virgínia casou-se com Antonio Altieri, sobrinho do Papa Clemente X.
Ele primeiro estudou literatura; e depois, direito, obtendo um doutorado in utroque iure, tanto em direito canônico quanto em direito civil..
Entrou na prelazia romana e obteve a comenda da Abadia de S. Maria della Vittoria em Marsi..
Ordenado ao sacerdócio (sem data). Referendário dos Tribunais da Assinatura Apostólica da Justiça e da Graça. Cônego da patriarcal basílica vaticana, 5 de maio de 1658. Secretário da SC das Águas. Auditor da Sagrada Rota Romana a 10 de dezembro de 1664. Consultor da SC da Inquisição Romana e Universal no pontificado do Papa Clemente X. Datário de Sua Santidade..
Eleito arcebispo titular de Nicéia, mantendo os cargos de auditor da Sagrada Rota Romana e data papal, em 16 de junho de 1670. Consagrado, em 22 de junho de 1670, igreja de S. Silvestro in Capite, Roma, pelo cardeal Paluzzo Paluzzi Altieri degli Albertoni, arcebispo de Ravenna, auxiliado por Stefano Ugolini, patriarca titular de Constantinopla, e por Francesco Marini, bispo de Molfetta. Assistente do Trono Pontifício, julho de 1670..
Criado cardeal sacerdote no consistório de 22 de dezembro de 1670; recebeu o gorro vermelho e o título de Santa Maria em Portico Campitelli, diaconia elevada pro illa vice a título, 23 de fevereiro de 1671. Optou pelo título de Santa Pudenciana, 18 de março de 1671. Vigário geral de Roma, 12 de agosto de 1671. Optou pelo título de São Silvestre em Capite, a 14 de novembro de 1672. Prefeito da SC dos Bispos e Regulares, a 10 de janeiro de 1675. Participou do conclave de 1676, que elegeu o Papa Inocêncio XI. Prefeito da SC da Imunidade Eclesiástica desde 1676? até a morte dele. Camerlengo do Sagrado Colégio dos Cardeais, de 13 de janeiro de 1681 a 12 de janeiro de 1682. Participou do conclave de 1689, que elegeu o Papa Alexandre VIII. Participou do conclave de 1691, que elegeu o Papa Inocêncio XII. Optou pelo título de Santa Maria além do Tibre, em 19 de outubro de 1689. Optou pela ordem dos cardeais bispos e pela sé suburbicária de Sabina-Poggio Mirteto, em 27 de janeiro de 1698. Prefeito da SC de Ritos e Cerimônias de julho de 1700 até sua morte. Participou do conclave de 1700, que elegeu o Papa Clemente XI. Prefeito da SC da Residência dos Bispos desde 1708 (?) até à sua morte..
Morreu em Roma em 6 de abril de 1714, às 3 da manhã, em seu palácio romano. Exposto na igreja de S. Maria em Vallicella, Roma, onde se realizou o funeral a 9 de abril de 1714, e sepultado no túmulo da sua família na capela dell'Incoronazione, nessa mesma igreja..